# 16–20 North High Street

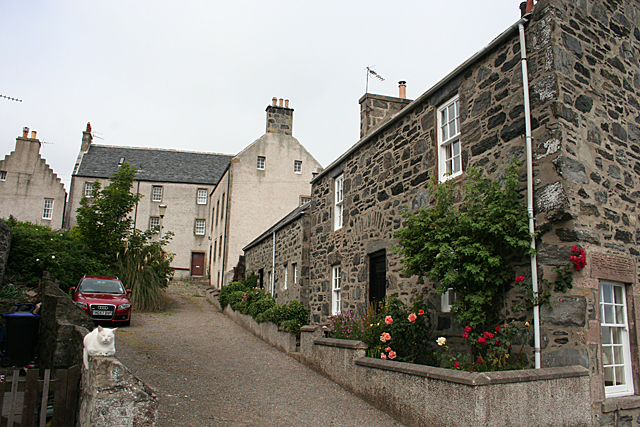
Rückwärtige Fassade von 16–20 High Street am Ende des Pfades halblinks

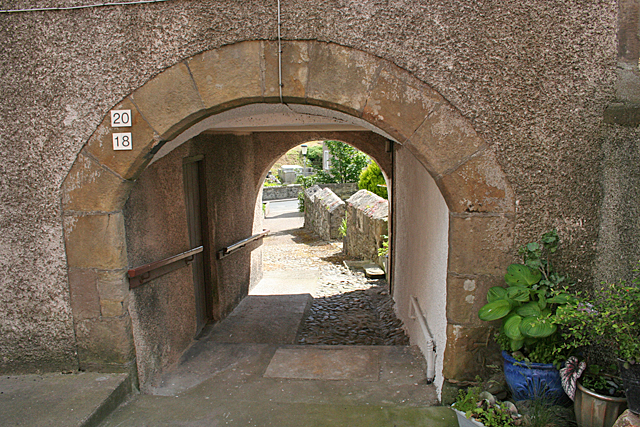
Torweg zur Low Street

Unter der Adresse 16–20 North High Street in der schottischen Ortschaft Portsoy in der Council Area Aberdeenshire befindet sich ein Wohngebäude. 1972 wurde das Bauwerk in die schottischen Denkmallisten in der höchsten Denkmalkategorie A aufgenommen.

## Beschreibung
Das dreistöckige Wohngebäude steht an der North High Street nahe dem Alten Hafen von Portsoy. Schräg gegenüber befindet sich das ebenfalls denkmalgeschützte Wohngebäude 23–27 North High Street. Eine Datumsangabe am Nordwestgiebel weist das Baujahr 1727 aus. Das Gebäude weist einen L-förmigen Grundriss auf, wobei der kürzere Schenkel erst gegen Ende des 18. Jahrhunderts ergänzt wurde. Die westexponierte Hauptfassade entlang der schmalen Straße ist acht Achsen weit. Sie ist mit Harl verputzt, wobei Natursteineinfassungen abgesetzt sind. Mittig führt ein segmentbogiger Torweg zu den Eingängen an der Gebäuderückseite und bietet auch einen Durchgang zur Low Street. Der Eingang zu Hausnummer 16 ist über eine entlang der Außenwand verlaufende Vortreppe zugänglich. Die Eingangstüre ist neueren Datums. Die Eingänge zu den Hausnummern 18 und 20 sind rückwärtig gelegen. Entlang der Fassaden sind zwölfteilige Sprossenfenster eingelassen. Die steil geneigten Satteldächer sind mit Schiefer eingedeckt und schließen mit Sandsteinkappen entlang der Firste.
Überlieferungen zufolge soll das Gebäude in der Vergangenheit in Zusammenhang mit der Piraterie gestanden haben.